# Tragic Black
Tragic Black is een deathrock-band bestaand uit vier personen, afkomstig uit Salt Lake City, Utah. De band is opgericht in 2000 door Vision en Vyle.

## Leden
| Huidige leden - Vision - zang - Vyle - bas, keyboard - Hex - gitaar - James - drums | Voormalige leden - Ashe - gitaar - Seputus - drums - Toni - gitaar - Stich - bas |

## Biografie
Tragic Black is opgericht in de zomer van 2000. Vyle, Ashe en Vision traden voor de eerste keer op op Halloween in 2000. Spoedig nadien kwam Hex bij de band. Ashe verliet de band al kort daarna, en een nieuwe muzikant, Toni, nam zijn plaats in. Ook Hex verliet de band en de line-up bleef voortbestaan met Vision, Vyle en Toni tot herfst 2002.
Later dat jaar kwam Stich bij Tragic Black als nieuwe bassist. Wegens problemen met Toni, in de zomer van 2003, werd hij de band uitgezet.
De line-up bleef als Vision, Vyle en Stich tot de herfst van 2004 toen Stich de band verliet. Hij speelde nog een paar maanden mee met de band, maar spoedig nadien verhuisde hij naar Londen om met zijn vrouw Barb (DJane Darlin' Grave) samen te wonen en hij begon een eigen band: All Gone Dead. Tragic Black en Stich zijn nog steeds bevriend en hopen spoedig samen te toeren.
Ashe kwam meer bij de band in het voorjaar van 2004 en speelde zijn eerste optreden met de band op de Rozz Williams herdenking in Salt Lake City. In het najaar van 2004 keerde Hex terug naar Salt Lake City en kwam opnieuw bij de band als de nieuwe basspeler. Zomer 2005 kwam Seputus erbij als de nieuwe drummer. Ashe en Seputus hebben de band inmiddels weer verlaten en James nam kwam daarvoor in de plaats.

## Strobelight Records
Na veel zelf-uitgegeven albums werd de band door Strobelight Records in de zomer van 2005 benaderd en tekende een overeenkomst. Zij gaven hun derde album "The Decadent Requiem" op 17 februari 2006 uit. Op 2 juni 2006 trad Tragic Black op op Wave Gotik Treffen in Leipzig, Duitsland.
Tragic Black trad op met artiesten als; Bella Morte, Cinema Strange, Human Drama, Penis Flytrap, Dinah Cancer & the Grave Robbers, The Deep Eynde, Element, The Brides, Radio Scarlet, Oneiroid Psychosis, The Last Dance, Frankenstein, Apocalypse Theatre, The Cadavers, Carphax Files, Redemption, Domiana, Dismantled, Stolen Babies, The Hellbound Saints, Emily's Gone Mad, Project44, Clit 45, Career Soldiers, All Gone Dead, Bloody Dead and Sexy en nog anderen.

## Discografie
Studioalbums
- Articulate Lacerations (2002)
- The Decadent Requiem (2006)
- The Cold Caress  (2007)
- The Eternal Now  (2013)
- Nostalgia  (2016)

Livealbums
- Burnt Black (2005)

Ep's
- Vatican Demonica (2002)
- The Sixx Premonitions (2004)